# Tour 2003
 Tour 2003 ist das 23. Musikalbum, beziehungsweise das achte Livealbum von Ringo Starr nach der Trennung der Beatles. Es wurde am 23. März 2004 in den USA veröffentlicht. In Deutschland und Großbritannien erschien das Album nicht.

## Entstehungsgeschichte
Nach dem Erscheinen des letzten Studioalbums Ringo Rama im März 2003 begab sich Ringo Starr vom 24. Juli bis zum 7. September 2003 auf eine USA-Tournee und gab mit der Eighth All-Starr-Band 32 Konzerte.
Am 24. Juli 2003 wurde das Konzert im Casino Rama, Toronto, Kanada aufgezeichnet und als CD von Koch ein Jahr später veröffentlicht. Es war die dritte Ringo-Starr-CD, die vom Koch-Label veröffentlicht wurde.
Das vollständige Programm der Konzerte der Tournee des Jahres 2003 war wie folgt:
1. It Don’t Come Easy
2. Honey Don’t
3. Memphis in Your Mind
4. How Long? (Paul Carrack)
5. Down Under (Colin Hay)
6. Isn’t It Time (John Waite)
7. A Love Bizarre (Sheila E.)
8. Boys
9. Overkill (Colin Hay)
10. Act Naturally
11. You’re Sixteen
12. Yellow Submarine
13. Love Will Keep Us Alive (Paul Carrack)
14. Beautiful World (Colin Hay)
15. New York City Girl (John Waite Solo, mit Paul Carrack und Mark Rivera)
16. Here Comes the Sun (The All Starrs mit Ringo Starr)
17. Never Without You
18. Don’t Pass Me By
19. No No Song
20. Tempted (Paul Carrack)
21. When I See You Smile (John Waite)
22. The Glamorous Life (Sheila E.)
23. I Wanna Be Your Man
24. The Living Years (Paul Carrack)
25. Missing You (John Waite)
26. Who Can It Be Now? (Colin Hay)
27. Photograph
28. Don't Go Where the Road Don't Go
29. With a Little Help from My Friends

Acht von den sechzehn Liedern der CD wurden von Ringo Starr gesungen.

## Covergestaltung
Das Cover entwarf Jeff Gilligan. Der CD liegt ein aufklappbares bebildertes vierseitiges Begleitheft bei, das Informationen zum Konzert enthält.

## Titelliste
1. It Don’t Come Easy (Richard Starkey a) – 3:44
2. Honey Don’t (Carl Perkins) – 2:59
3. Memphis in Your Mind (Richard Starkey/Mark Hudson/Gary Burr/Steve Dudas/Dean Grakal) – 4:23
4. How Long? (Paul Carrack) – 4:45
  - Gesungen von Paul Carrack
5. Down Under (Ron Strykert/Colin Hay) – 4:25
  - Gesungen von Colin Hay
6. When I See You Smile (Diane Warren) – 4:52
  - Gesungen von John Waite
7. A Love Bizarre (Pete Escovedo) – 4:05
  - Gesungen von Sheila E.
8. Boys (Luther Dixon/Wes Farrell) – 3:04
9. Don’t Pass Me By (Richard Starkey) – 4:02
10. Yellow Submarine (Lennon/McCartney) – 3:11
11. The Living Years (Mike Rutherford/B.A. Robertson) – 6:25
  - Gesungen von Paul Carrack
12. Missing You (John Waite/Mark Leonard/Charles Sandford) – 4:18
  - Gesungen von John Waite
13. The Glamorous Life (Prince) – 4:49
  - Gesungen von Sheila E.
14. I Wanna Be Your Man (Lennon/McCartney) – 3:25
15. Who Can It Be Now (Colin Hay) – 4:00
  - Gesungen von Colin Hay
16. With a Little Help from My Friends (Lennon/McCartney) – 5:36

## Wiederveröffentlichungen
Die CD-Veröffentlichung aus dem Jahr 2004 wurde bisher nicht neu remastert.

## Singleauskopplungen
Aus dem Album wurden keine Singleauskopplungen vorgenommen.

## Sonstiges
- Eine Veröffentlichung im LP-Format erfolgte nicht.
- Im Oktober 2004 wurde eine DVD mit dem Titel Ringo Starr & His All Starr Band Tour 2003 veröffentlicht, diese enthält folgende Lieder:

1. It Don’t Come Easy
2. Honey Don’t
3. Memphis in Your Mind
4. How Long (Paul Carrack)
5. Down Under (Colin Hay)
6. When I See You Smile (John Waite)
7. A Love Bizarre (Sheila E.)
8. I Wanna Be Your Man
9. The Living Years (Paul Carrack)
10. Who Can It Be Now (Colin Hay)
11. Missing You (John Waite)
12. Glamorous Life (Sheila E.)
13. Don’t Pass Me By
14. Boys
15. With a Little Help from My Friends